# Tolumnia
Tolumnia là một chi phong lan trong họ Orchidaceae. Các loài trong chi này đã được tách ra từ chi lớn là Oncidium theo Guido Braem năm 1986. 

## Miêu tả
Chúng là các thực vật có kích thước nhỏ, thường là biểu sinh với các củ giả nhỏ hoặc không có bị lá bao phủ hoàn toàn,với mặt cắt ngang thân có hình tròn hoặc tam giác, và chồng chéo lẫn nhau ở chân giống như cánh quạt. Chùm hoa mọc ở giữa khóe lá và có nhiều màu sắc sặc sỡ.
Chi này phân bố hạn chế trong vùng Đại Antilles, với một loài có mặt ở Florida và một ở Tiểu Antilles. Một số loài được Royal Horticultural Society liệt kê có mặt ở đất liền Trung và Nam Mỹ.

## Các loài
- Tolumnia acunae (M. A. Diaz) Nir, 2000  (synonym of: Tolumnia tuerckheimii  (Cogn.) Braem, 1986 )
- Tolumnia arizajuliana  (Withner & J.Jiménez Alm.) Ackerman, 1997
- Tolumnia bahamensis  (Nash) Braem, 1986
- Tolumnia borinquensis Sauleda & Ragan, 1996  (synonym of: Tolumnia variegata  (Sw.) Braem, 1986 )
- Tolumnia calochila  (Cogn.) Braem, 1986
- Tolumnia caymanensis (Moir) Braem, 1986  (synonym of: Tolumnia leiboldii (Rchb.f.) Braem, 1986 )
- Tolumnia compressicaulis (Withner) Braem, 1986
- Tolumnia gauntlettii (Withner & Jesup) Nir, 1994
- Tolumnia guianensis (Aubl.) Braem, 1986
- Tolumnia guibertiana (A.Rich.) Braem, 1986
- Tolumnia gundlachii (C.Wright ex Griseb.) N.H.Williams & Ackerman, 2007
- Tolumnia guttata (L.) Nir, 1994
- Tolumnia haitiensis (Leonard & Ames) Braem, 1986
- Tolumnia henekenii (Schomburgk ex Lindl.) Nir, 1994  (synonym of Hispaniella henekenii (M.R.Schomb. ex Lindl.) Braem, 1980 )
- Tolumnia leiboldi (Rchb. f.) Braem, 1986
- Tolumnia lemoniana ssp. lemoniana Braem, 1986  (synonym of Tolumnia guianensis  (Aubl.) Braem, 1986 )
  - Tolumnia lemoniana ssp. guibertiana (A.Rich) Braem, 1986 (synonym of Tolumnia guibertiana (A.Rich.) Braem, 1986 )
- Tolumnia lucayana (Nash) Braem, 1986
- Tolumnia pulchella (Hook.) Rafinesque, 1837
- Tolumnia quadriloba (Schweinf.) Braem, 1986
- Tolumnia scandens (Moir) Braem, 1986
- Tolumnia sylvestris (Lindl.) Braem, 1986
- Tolumnia tetrapetala (Jacq.) Braem, 1986 (synonym of Tolumnia guttata (L.) Nir, 1994 )
- Tolumnia triquetra (Sw.) Nir, 1994
- Tolumnia tuerckheimii (Cogn.) Braem, 1986
- Tolumnia urophylla (Loddiges ex Lindl.) Braem, 1986
- Tolumnia usneoides (Lindl.) Braem, 1986 <:small>

## Hình ảnh

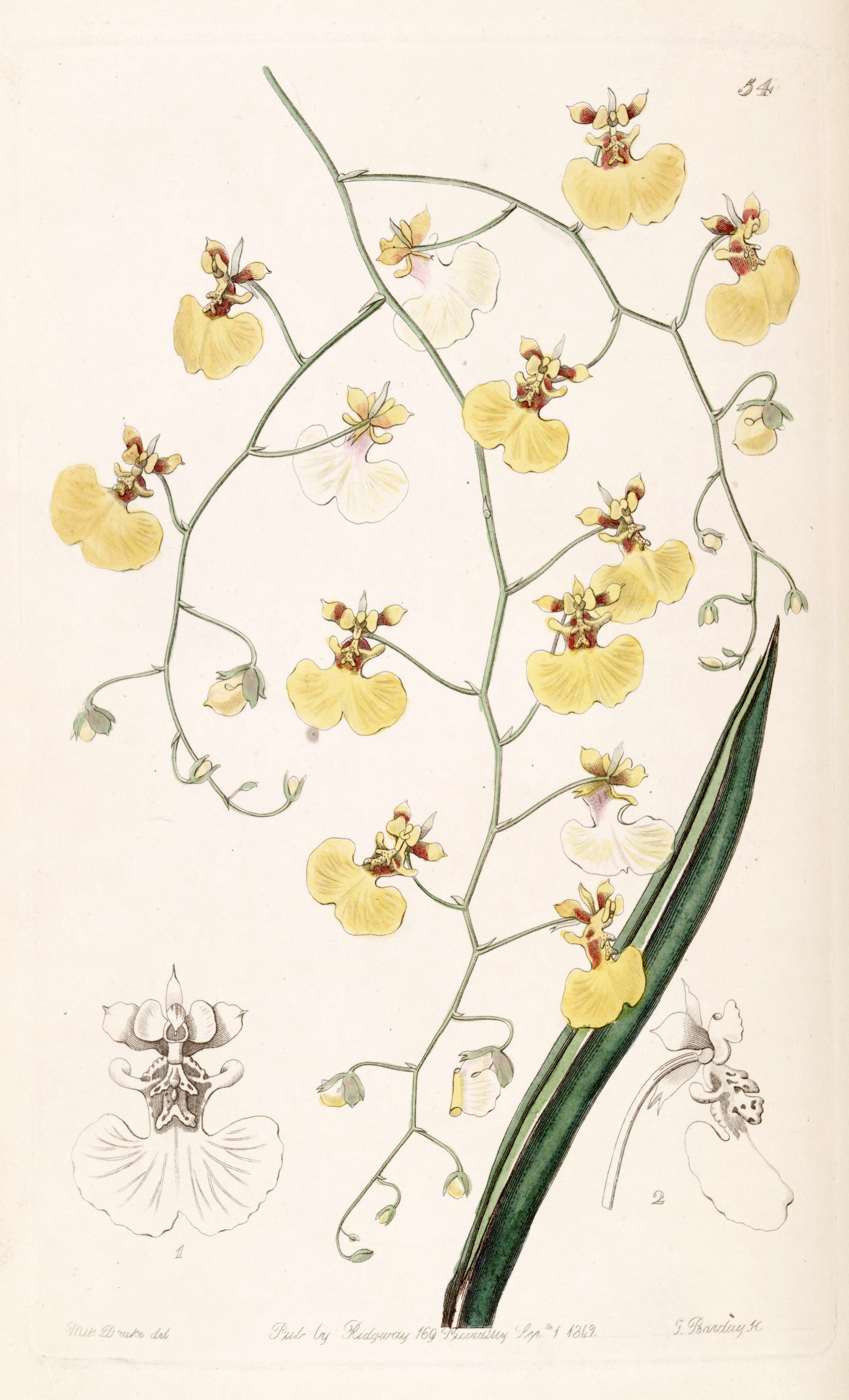
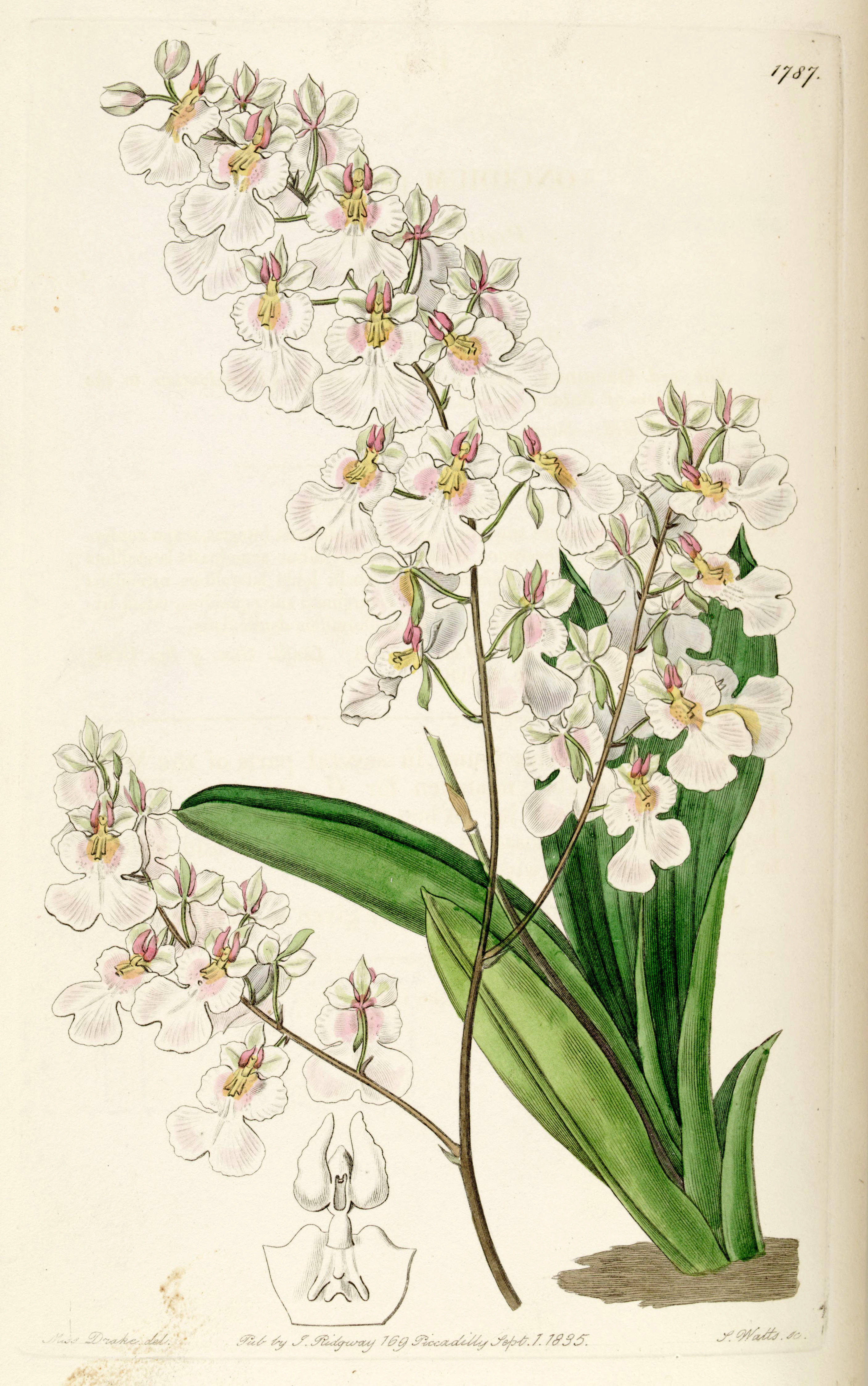
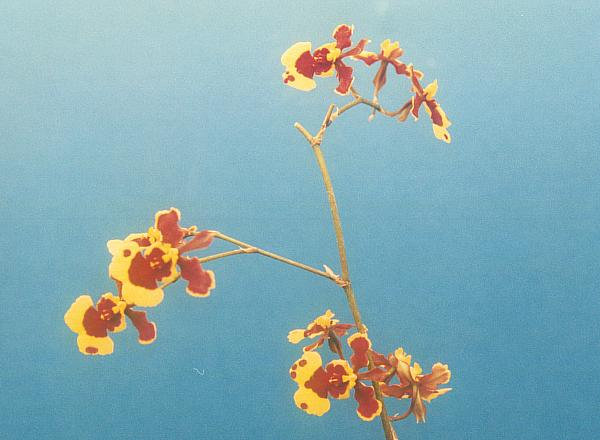